# Resolution 142 des UN-Sicherheitsrates
Die Resolution 142 des UN-Sicherheitsrates ist eine Resolution, die der Sicherheitsrat der Vereinten Nationen in der 872. Sitzung am 7. Juli 1960 einstimmig beschloss. Sie beschäftigte sich mit der Aufnahme der Republik Kongo (Kongo-Kinshasa, heute Demokratische Republik Kongo) als neues Mitglied in die Vereinten Nationen.

## Hintergrund
Um einer antibelgische Bewegung zu entgegnen, initiierten die Belgier eine Reihe von Reformen, um dem Widerstand die Spitze zu nehmen. Am 8. Dezember 1957 nahmen so Kongolesen erstmals an den Kommunalwahlen teil und errangen 130 der 170 Sitze. Ab 1958 erlaubte Belgien die Gründung der ersten politischen Parteien.
Ein Kongress dieser sowie verschiedener ethnisch-regionaler Parteien und nationaler Bewegungen forderte 1959 die sofortige volle Unabhängigkeit des Kongo. In der Folge kam es zu Unruhen, auf die die belgische Regierung hart reagierte. Im Oktober 1959 wurde auch Patrice Lumumba verhaftet und gefoltert. Erst nachdem der belgischen Regierung klar wurde, dass sie die Kontrolle über das riesige Land nicht aufrechterhalten könnte, wurde er nach rund drei Monaten am 25. Januar 1960 freigelassen. Zwei Tage später, am 27. Januar 1960, kündigte Belgien Wahlen und Selbstverwaltung an und erklärte, dass es sich innerhalb von sechs Monaten aus dem Kongo zurückziehen werden und am 30. Juni 1960 erhielt der Kongo seine Unabhängigkeit, nachdem einen knappen Monat zuvor am 25. Mai 1960 der MNC in den ersten freien Wahlen des Kongo die meisten Stimmen auf sich vereinigt hatte.

### „Kongo-Wirren“

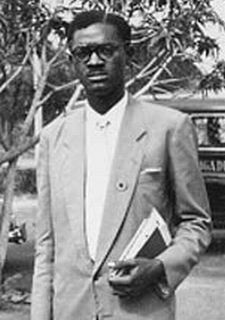
Patrice Lumumba

Der übereilte Rückzug Belgiens stellte die Unabhängigkeitsbewegung aber vor große Probleme, denn das Land war in einem äußerst instabilen Zustand. Regionale und ethnische Führer hatten teils mehr Macht als die Zentralregierung in Kinshasa.
Das Wahlergebnis hatte Lumumbas Mouvement National Congolais zur stärksten Fraktion des zersplitterten Parlaments gemacht. Dieses Ergebnis war von Belgien und den USA, die Lumumba als Kommunisten verdächtigten und eine Hinwendung des rohstoffreichsten und größten schwarzafrikanischen Landes zum kommunistischen Lager unter allen Umständen verhindern wollten, nicht erwünscht. Zugleich zerbrach die bisher nur durch die Unabhängigkeitsbewegung zusammengehaltene Allianz, und interne Konflikte brachen auf.
Patrice Lumumba wurde erster Ministerpräsident und Joseph Kasavubu erster Staatspräsident des Kongo. Sie repräsentierten politisch unterschiedliche Vorstellungen. Beide versuchten das Land trotz Meutereien, Aufständen und Gewalttätigkeiten zu regieren was sich aber als schwierig herausstellte. Diese Entwicklung war von Belgien durchaus vorhergesehen worden, und man hoffte und erwartete in Brüssel, zu „Hilfe gerufen“ zu werden und sich den Kongo so wieder aneignen zu können. Bei diesem Unterfangen sollten die noch immer im Kongo stationierten belgischen Truppen helfen.
Am 5. Juli erklärte der belgische General der Force Publique, Émile Janssens, den kongolesischen Soldaten in Kinshasa, dass „Nach der Unabhängigkeit = Vor der Unabhängigkeit“ sei. Dies wurde dahingehend verstanden, dass sich ihr Status und ihre Rolle nicht verbessern würden, sollte aber möglicherweise nur die Notwendigkeit der Aufrechterhaltung von Disziplin und Ordnung betonen. Daraufhin kam es zu einer Meuterei, die sich innerhalb der nächsten Tage über das ganze Land ausbreitete und auch unter Zivilisten zu Aufständen führte. Als Ergebnis von Verhandlungen mit den Meuterern entschieden Lumumba und Kasavubu, den belgischen Oberbefehlshaber und seinen Stab zu entlassen. Als neuen Oberbefehlshaber ernannten sie Victor Lundula und als Stabschef Joseph Mobutu, was den bereits mit dem belgischen und dem US-Geheimdienst in Verbindung stehenden Mobutu neben dem schwachen Lundula in eine äußerst mächtige Position beförderte. Die Unruhen, die Afrikanisierung des Offizierskorps sowie das Angebot einer Arbeitsstelle in Belgien durch die belgische Regierung führten zu einer Massenflucht der Belgier, was den vollständigen Zusammenbruch der Zivilverwaltung bewirkte.

### Sezessionskrieg
Moïse Tschombé proklamierte bereits einen Tag vor der Unabhängigkeit des Kongo, am 29. Juni 1960, die Unabhängigkeit der Provinz Katanga, und widerrief diese Erklärung erst unter Androhung seiner Verhaftung. Nur wenige Tage später, am 10. Juli, intervenierten belgische Truppen auf sein Ersuchen in Elisabethville, dem heutigen Lubumbashi, der Hauptstadt von Katanga. Am nächsten Tag erklärte sich Katanga für unabhängig und wurde dabei von Belgien unterstützt,..
Kasavubu und Lumumba ersuchten die Vereinten Nationen um Hilfe im „Krieg mit Belgien“. Zwar lehnte die UNO nicht ab und entsandte in ihrer ersten afrikanischen Mission ONUC auch Blauhelmsoldaten, die die belgischen Truppen im Kongo ablösten. Gleichzeitig arbeiteten sie aber den USA zu, die eine direkte Verwicklung in den Konflikt aus Sorge um eine Eskalation mit der UdSSR mieden, einen Kongo unter Lumumba aber nicht zu tolerieren bereit waren. So behinderte die UNO Kinshasa beim Versuch der Aufrüstung gegen Katanga, leitete vertrauliche Informationen an die USA weiter und erklärte sich im kritischen Sezessionskrieg zwischen Kongo und Katanga für neutral.

## Inhalt
Der Sicherheitsrat gab bekannt, dass er die Aufnahme der Republik Kongo mit der Hauptstadt Leopoldville (Heute Kinshasa) als neues Mitglied der Vereinten Nationen geprüft hat und empfahl der UN-Generalversammlung einer Aufnahme zuzustimmen.

## Beitritt
Die (Demokratische) Republik Kongo trat den Vereinten Nationen am 20. September 1960 bei.